# KAHS-LP
KAHS-LP (106.5 FM) es una estación de radio de baja potencia con licencia para Aberdeen, Washington, Estados Unidos. La estación de radio de una escuela secundaria es propiedad del distrito escolar #5 de Aberdeen. La estación de radio es conducida por "KaHs Mad".